# トロンビン

血液凝固カスケードにおけるトロンビンの役割

トロンビン（Thrombin、第IIa因子とも）は、血液の凝固に関わる酵素（セリンプロテアーゼ）の一種。EC番号はEC 3.4.21.5であり、フィブリノゲンをフィブリンにする反応を触媒する。ヒトの場合、11番染色体のp11-q12に存在するF2遺伝子にコードされる。
トロンビンは血液中に存在するプロトロンビン（第II因子）が第V因子によって活性化されることによって生まれる。第V因子、第VIII因子及び第IX因子を活性化させるので凝血反応の中核的な存在であり、血液凝固を阻止する際にはこの酵素の働きを止めることが重要である。
また血小板を活性化することで凝血を促進する機能もある。この場合には血小板表面の受容体（Gタンパク質共役型受容体）を介して働く。

## 歴史
フィブリノゲンとフィブリンが記載された後、1872年にアレクサンダー・シュミットはフィブリノゲンをフィブリンに変換する酵素が存在するという仮説を立てた。
プロトロンビンはペケルハリングによって1894年に発見された。

## 生理学

### 合成
トロンビンは、活性化第X因子（第Xa因子）によってプロトロンビンが2ヶ所切断されることで産生される。第Xa因子の活性は、活性化第V因子（第Va因子）に結合してプロトロンビナーゼと呼ばれる複合体を形成することで大きく向上する。プロトロンビンは肝臓で産生され、ビタミンK依存的反応による修飾が翻訳と同時に行われる。この反応によってN末端に位置する10-12個のグルタミン酸残基がγ-カルボキシグルタミン酸（Gla）残基へと変換される。カルシウム存在下において、Gla残基はプロトロンビンのリン脂質への結合を促進する。ビタミンK欠乏症または抗凝固薬のワルファリンの投与によってGla残基の形成が阻害され、血液凝固カスケードの活性化は遅れる。
成人の正常な血中トロンビン活性は1.1 units/mL程度である。トロンビン活性は出生後1日では0.5 units/mL程度、6ヶ月では0.9 units/mL程度と、出生から成人レベルに達するまで次第に上昇していく。

### 作用機構
血液凝固経路において、トロンビンは第XI因子を第XIa因子へ、第VIII因子を第VIIIa因子へ、第V因子を第Va因子へ、フィブリノゲンをフィブリンへ、第XIII因子を第XIIIa因子へ変換する。第XIIIa因子は、フィブリンのリジン残基とグルタミン残基の間の共有結合の形成を触媒するトランスグルタミナーゼである。共有結合はフィブリン血栓の安定性を増大させる。
またトロンビンは、血小板の細胞膜に位置するプロテアーゼ受容体の活性化を介して血小板の活性化と凝集を促進する。

### ネガティブフィードバック
トロンビンはトロンボモジュリンと相互作用する。
トロンボモジュリンに結合したトロンビンは、血液凝固カスケードの阻害剤であるプロテインCを活性化する。プロテインCの活性化は、上皮細胞で発現している膜貫通タンパク質トロンボモジュリンにトロンビンが結合することで大きく上昇する。活性化されたプロテインCは第Va因子と第VIIIa因子を不活性化する。活性化プロテインCへのプロテインSの結合は、その活性を小幅な上昇をもたらす。トロンビンは、セリンプロテアーゼインヒビターのアンチトロンビンによっても不活性化される。

## 構造

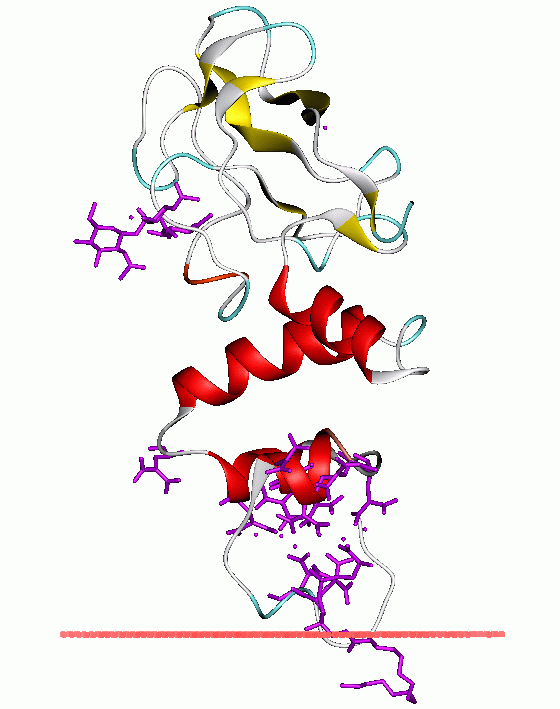
プロトロンビンのGlaドメインを介した膜への固定。

プロトロンビンの分子量は約72,000である。プロトロンビンは、N末端のGlaドメイン、2つのクリングルドメイン、C末端のトリプシン様セリンプロテアーゼドメインという4つのドメインから構成される。第V因子をコファクターとして結合した第Xa因子は、プロトロンビンをGlaドメインと2つのクリングルドメイン（合わせてフラグメント1.2と呼ばれる）と、セリンプロテアーゼドメインのみからなるトロンビンへ切断する。トロンビンの分子量は約36,000で、構造的にはプロテアーゼのPAクランに属する。
全てのセリンプロテアーゼと同様、プロトロンビンはタンパク質内部のペプチド結合の分解によって活性型のトロンビンへと変換され、新たなN末端としてイソロイシンのアミノ基が露出する。セリンプロテアーゼの活性化の歴史的なモデルでは、この新たに形成されたN末端がβバレル構造の中へ挿入され、触媒残基の正しいコンフォメーションの形成が促進されると考えられてきた。活性型トロンビンの結晶構造が示すのとは異なり、水素重水素交換質量分析の研究からはアポ型のトロンビンではN末端はβバレルに挿入されていないことが示された。トロンボモジュリンの活性型フラグメントの結合がアロステリックに作用し、N末端領域を挿入してトロンビンの活性型コンフォメーションを促進しているようである。

## 遺伝子
トロンビン（プロトロンビン）の遺伝子は11番染色体（11p11-q12）に位置する。
先天性の第II因子欠乏症と診断された人は世界に30人いると推計されている。これは第II因子の変異プロトロンビンG20210A変異とは異なる。プロトロンビンG20210A変異も先天性である。
プロトロンビンG20210A変異は通常他の因子の変異を伴わない（最も多いのは第V因子ライデン変異である）。この変異はヘテロ接合型、また稀にホモ接合型として遺伝するが、性や血液型とは無関係である。ホモ接合型変異はヘテロ接合型変異よりも血栓症のリスクを増大させるが、相対的なリスクの増大の程度についてはあまり解明されていない。経口避妊薬の使用は相加的に血栓症のリスクとなる可能性がある。以前に報告されていた炎症性腸疾患（クローン病、潰瘍性大腸炎など）とプロトロンビンG20210Aや第V因子ライデン変異との関係は、研究によって矛盾する結果が得られている。

## 疾患における役割
プロトロンビンの活性化は、生理学的・病理学的な血液凝固において重要である。プロトロンビンが関与するさまざまな希少疾患が記載されている（低プロトロンビン血症など）。自己免疫疾患においては、抗プロトロンビン抗体はループスアンチコアグラントを形成する因子となり、抗リン脂質抗体症候群としても知られている。高プロトロンビン血症はG20210A変異によって引き起こされる。
トロンビンは強力な血管収縮因子かつ分裂促進因子であり、クモ膜下出血後の血管攣縮の主要因子であると示唆されている。破裂した脳動脈瘤の血液は動脈周辺で凝固し、トロンビンを放出する。これによって急性そして長期の血管狭窄が誘導され、脳虚血や脳梗塞（脳卒中）に至る可能性がある。
血栓形成の動的な過程における重要な役割に加えて、トロンビンには顕著な炎症促進性があり、アテローム性動脈硬化の発症と進行に影響を与える可能性がある。すべての血管壁構成要素で豊富に発現している特定の細胞膜受容体（プロテアーゼ活性化受容体PAR-1、PAR-3、PAR-4）を介した作用によって、トロンビンは炎症、アテローム斑への白血球のリクルート、酸化ストレスの強化、血管平滑筋細胞の移動と増殖、アポトーシス、血管新生など、アテローム生成促進的作用を示す可能性がある。
トロンビンの存在は血栓の存在の指標となる。2013年にマウスでトロンビンの存在を検知するシステムが開発された。それはペプチドでコートされた酸化鉄に「レポーター物質」を結合させたものを利用したもので、ペプチドがトロンビン分子に結合すると、レポーターが放出されて尿中に排泄され、検出される。ヒトでの試験はまだ行われていない。

## 応用

### 研究ツール
トロンビンはタンパク質切断の特異性が高いため、生化学において有用なツールとなっている。トロンビン切断部位（L-V-P-R-G-S）は、組換え融合タンパク質の発現コンストラクトに一般的に利用されている。融合タンパク質の精製の後、トロンビンによってアルギニンとグリシンの間を選択的に切断することで、対象のタンパク質から高い特異性で効率的に精製タグを除去することができる。

### 医療
プロトロンビン複合体濃縮製剤と新鮮凍結血漿は、プロトロンビンの欠乏（多くの場合薬物治療に伴うもの）を補うために用いられる、プロトロンビンを豊富に含む凝固因子製剤である。適応症には、ワルファリンによる難治性出血も含まれる。
大部分の抗凝固薬の作用の中心はプロトロンビンの調節である。ワルファリンや関連薬剤は、プロトロンビンを含むいくつかの凝固因子のビタミンK依存的なカルボキシル化を阻害する。ヘパリンはトロンビン（と第Xa因子）に対するアンチトロンビンの親和性を増強する。新たな薬剤のクラスである直接トロンビン阻害剤は、トロンビンの活性部位に結合することで直接トロンビンを阻害する。
組換えトロンビンは、粉末状態または水溶液中で再構成して利用される。恒常性維持の補助のため手術中に外用薬として用いられる。毛細血管や細静脈からの微量出血の制御には有用であるが、大量出血や激しい動脈出血には効果がなく適応されない。

### 食品生産
トロンビンはフィブリノゲンとの組み合わせで、肉の結着剤としてFibrimexの商標名で売られている。どちらのタンパク質もブタまたはウシの血液に由来するものである。製造者によると、Fibrimexは新たな種類の混合肉（例えば牛肉と魚肉を切れ目なくつなぐ）の生産に利用することができる。また、製造者は全ての筋肉や部位を組み合わせることができ、品質を落とすことなく生産コストを下げることができると述べている。スウェーデン消費者協会の事務局長Jan Bertoftは、「再構成肉と本物の肉を区別する方法がないため、消費者の誤解を招く危険がある」と述べている。

## 関連文献
- “Thrombomodulin as a model of molecular mechanisms that modulate protease specificity and function at the vessel surface”. FASEB Journal 9 (10):  946–55. (July 1995). doi:10.1096/fasebj.9.10.7615164. PMID 7615164.
- “Time course of upregulation of inflammatory mediators in the hemorrhagic brain in rats: correlation with brain edema”. Neurochemistry International 57 (3):  248–53. (October 2010). doi:10.1016/j.neuint.2010.06.002. PMC 2910823. PMID 20541575.
- “The life cycle of coagulation factor VIII in view of its structure and function”. Blood 92 (11):  3983–96. (December 1998). PMID 9834200.
- “AlphaIIbbeta3 and its antagonism at the new millennium”. Thrombosis and Haemostasis 86 (1):  34–40. (July 2001). doi:10.1055/s-0037-1616198. PMID 11487023.
- “Mechanism of thrombin-induced angiogenesis”. Biochemical Society Transactions 30 (2):  173–7. (April 2002). doi:10.1042/BST0300173. PMID 12023846.
- “Role of thrombin and its major cellular receptor, protease-activated receptor-1, in pulmonary fibrosis”. Biochemical Society Transactions 30 (2):  211–6. (April 2002). doi:10.1042/BST0300211. PMID 12023853.
- “Cellular actions of the insulin-like growth factor binding proteins”. Endocrine Reviews 23 (6):  824–54. (December 2002). doi:10.1210/er.2001-0033. PMID 12466191.
- “Thrombin and phenotypic modulation of the endothelium”. Arteriosclerosis, Thrombosis, and Vascular Biology 24 (1):  41–53. (January 2004). doi:10.1161/01.ATV.0000099880.09014.7D. PMID 14551154.
- “Thrombin domains: structure, function and interaction with platelet receptors”. Journal of Thrombosis and Thrombolysis 15 (3):  151–63. (June 2003). doi:10.1023/B:THRO.0000011370.80989.7b. PMID 14739624.
- “Role of thrombin in angiogenesis and tumor progression”. Seminars in Thrombosis and Hemostasis 30 (1):  63–9. (February 2004). doi:10.1055/s-2004-822971. PMID 15034798.
- “Structure and interaction modes of thrombin”. Blood Cells, Molecules & Diseases 36 (2):  122–30. (2007). doi:10.1016/j.bcmd.2005.12.027. PMID 16480903.
- “Thrombin generation and fibrin clot structure”. Blood Reviews 21 (3):  131–42. (May 2007). doi:10.1016/j.blre.2006.11.001. PMID 17208341.
- Degen S: Prothrombin. In: High K, Roberts H, eds. Molecular Basis of Thrombosis and Hemostasis. New York, NY: Marcel Dekker; 1995:75.